# ولیلپلی
ولیلپلی (به انگلیسی: Vellilappally) یک روستا در هند است که در Kottayam district واقع شده‌است.

## خصوصیات
ولیلپلی ۱۷٬۰۹۰ نفر جمعیت دارد.